# Callejón de Manzanares
El Callejón de Manzanares (cuyo nombre oficial es "la Soledad Segundo Callejón de Manzanares") es un callejón ubicado en la Ciudad de México, específicamente situado en la zona de la Merced, conocido por permitirse la prostitución y encontrar prostitución infantil en pleno día.

## Historia

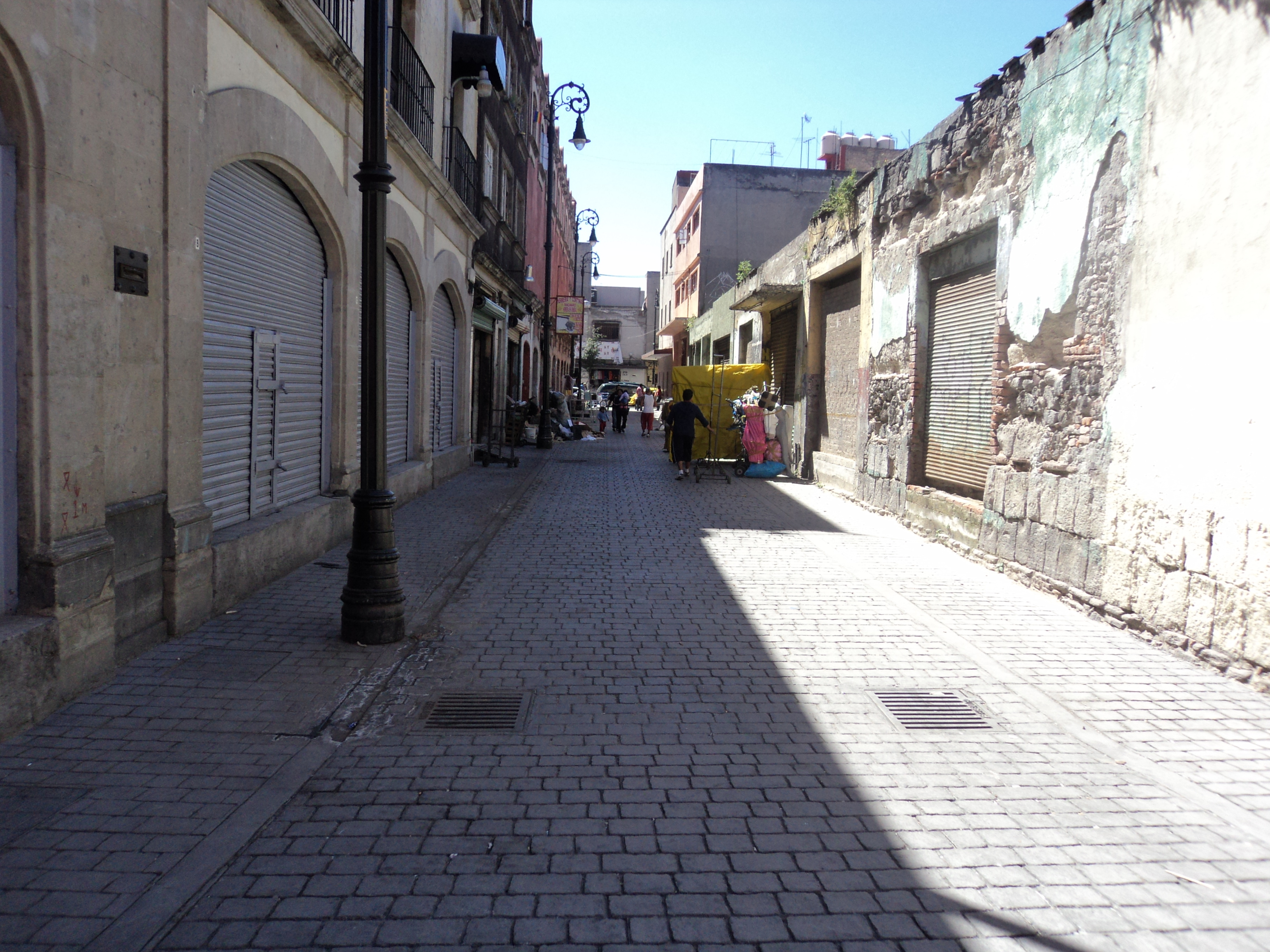

En la zona de La Merced, hay alrededor de tres mil trabajadoras sexuales, otras fuentes citan hay más de quince mil de las cuales se cree, cerca de 800 son menores de edad. Es en este callejón ubicado en el barrio de La Merced, en el Distrito Federal, cerca del primer cuadro de la Ciudad de México, donde mujeres caminan en círculo. Estas pueden estar apostadas sobre la avenida San Pablo y paulatinamente caminar a dicha sección.
Dicha zona es conocida por el alto índice de prostitución infantil, no obstante la negación por parte del Gobierno del Distrito Federal en cuanto a los mismos hechos, aun cuando la CNDH ha emitido escritos informando que dicha práctica en la zona sucede y es común.
El 23 de mayo de 2011 el entonces procurador capitalino Miguel Ángel Mancera, informó que la prostitución de dicha zona, había llegado a su fin -Tras 40 años de práctica- por las constantes quejas de vecinos.

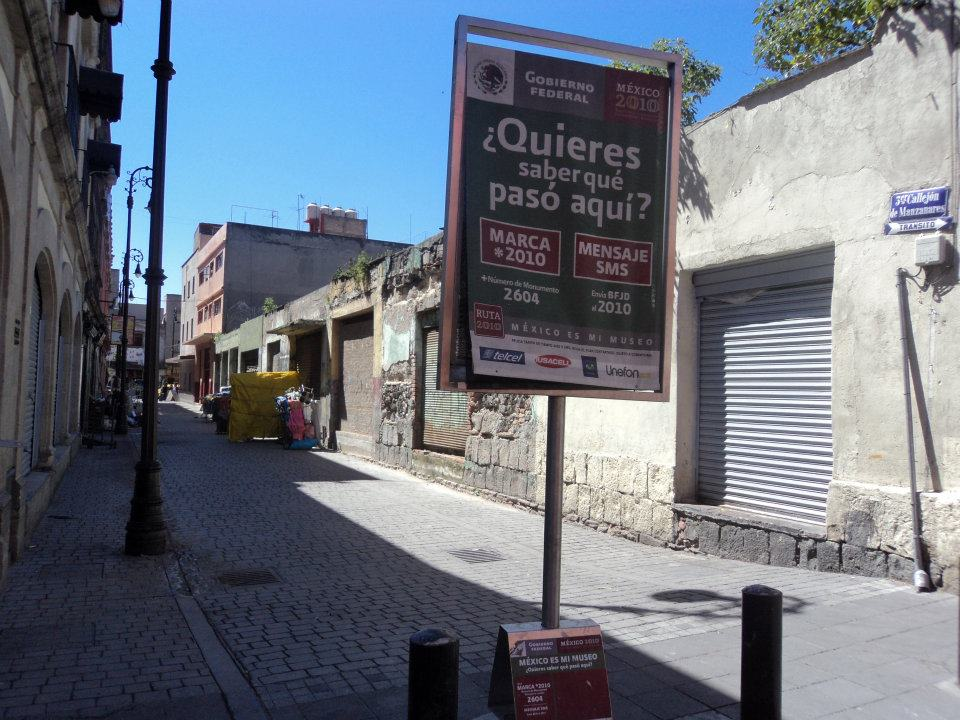
Callejón Manzanares

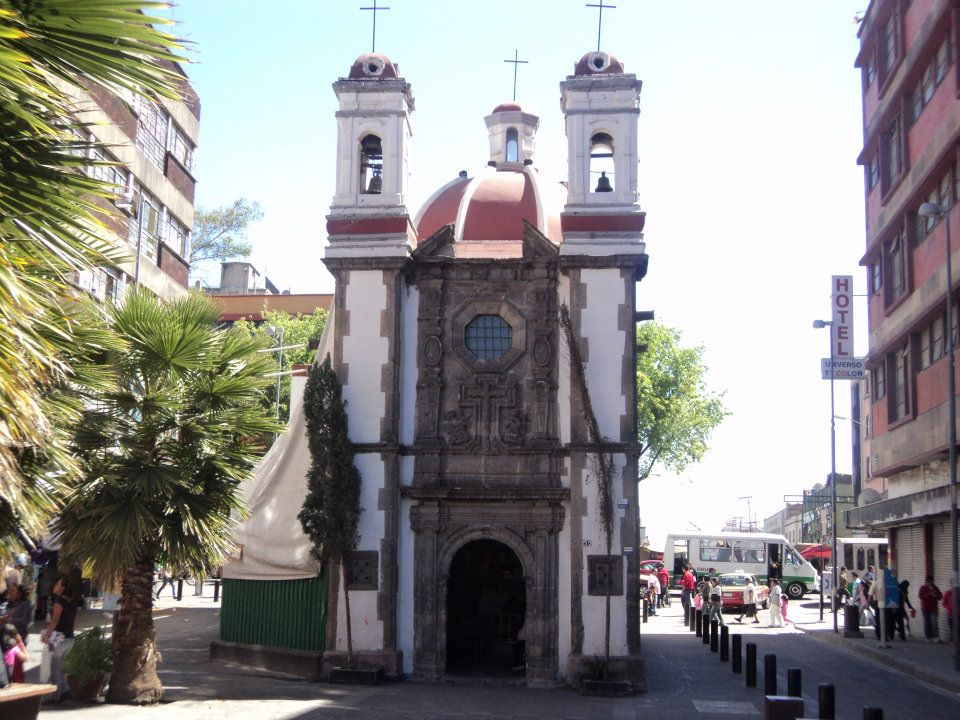

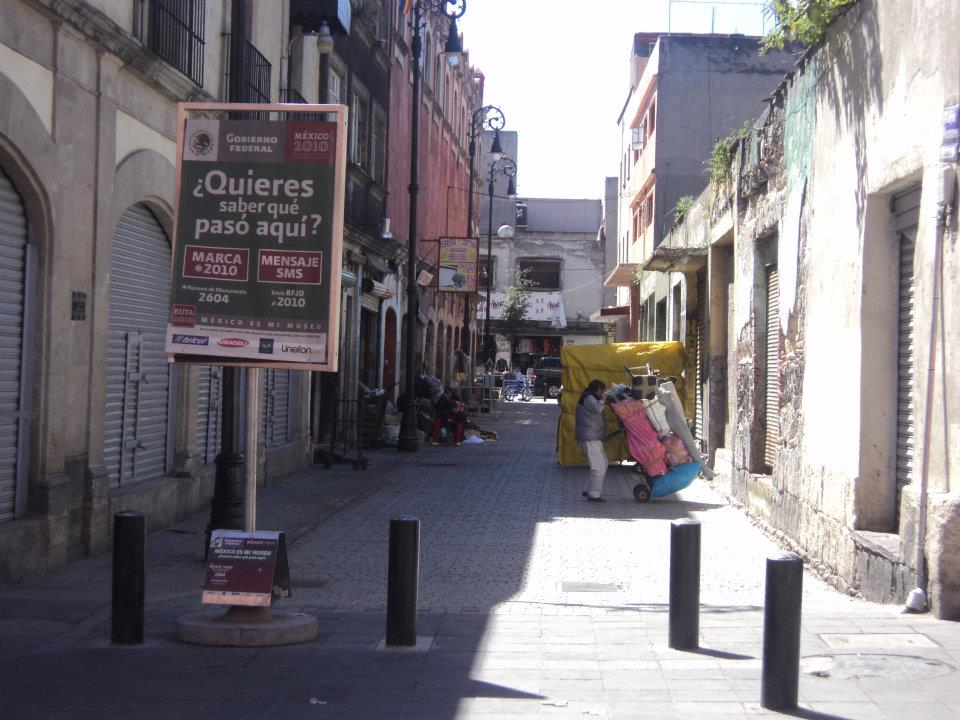